# Imrédy Elek
Imrédy Elek (1935-ig: Heinrich) (Budapest, 1912. április 13. – Vancouver, Kanada, 1994. október 12.) magyar szobrász.

## Életpályája
Szülei: Heinrich Elek ügyvéd (1877–1929) és Szájbély Margit (1884–1975) voltak. Budapesten tanult. 1956-ban távozott Magyarországról. Rövid NSZK-beli tartózkodás után Kanadában, Vancouver-ben telepedett le. 

## Szobrai
- Jézus-szobor (Sacred Heart Academy előtt, Yorkton, SK.)
- Bust of child (Anthony Peter Maxwell) (1958)
- Girl in Wetsuit (Vancouver, 1972, a Stanley Parkkal szembeni sziklán)

- Élet (1979)

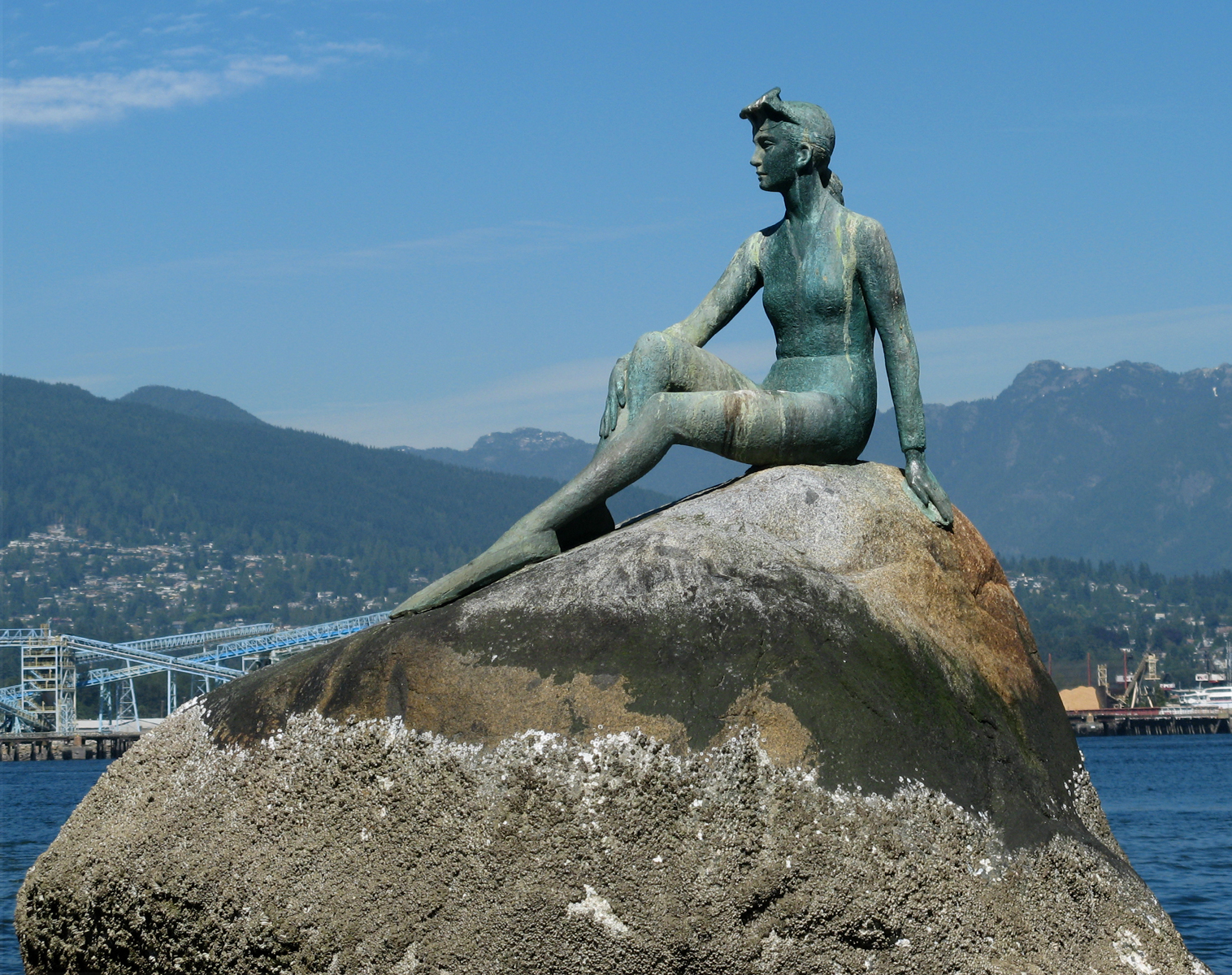
Girl in Wetsuit 2007-ben

- Jézus és Mária-szobrok tp-ok számára, Louis St. Laurent v. kanadai min-elnök bronz szobra (az ottawai parlament előtt)
- Statue of Matthew Baillie Begbie, "BCs notorious hanging judge", New Westminster Courthouse (1981)
- 12' bronze Lady of Justice, New Westminster courthouse
- Seated statue of Christ and one of Madonna, Holy Redeemer College, Edmonton
- Bronze bust of Dr. George Mercer Dawson, UBC and Riverside Foundation, Calgary
- Bronze statue of Louis St. Laurent, Department of Public Works, Ottawa
- Bust of Zoltán Kodály at Vancouver Academy of Music (1983)
- Grand Trunk Railway president Charles Melville Hays in front of Prince Rupert City Hall
- The Mariners' Memorial on the Prince Rupert harbour front
- Bust of Major J.S. Matthews at the Vancouver Archives

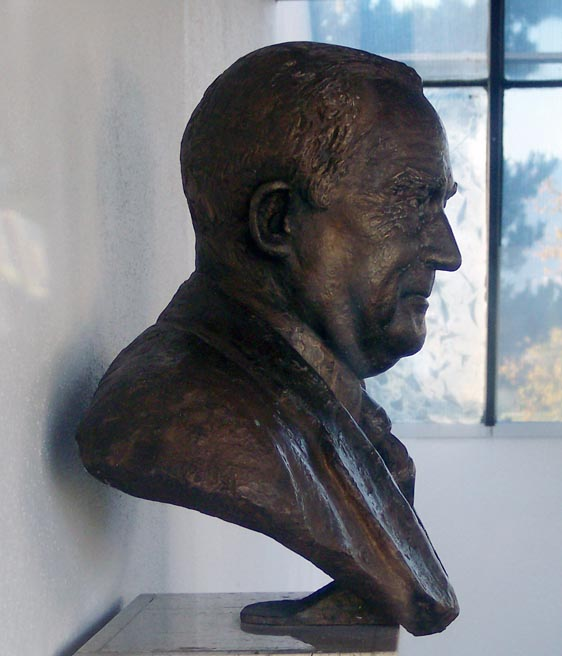
Bust of Major J.S. Matthews at the Vancouver Archives

## Könyvei
- Guide to Sculpture (Vancouver)